# Nakatsuru Shogo
Shogo Nakatsuru (sinh ngày 3 tháng 6 năm 1987) là một cầu thủ bóng đá người Nhật Bản.

## Sự nghiệp câu lạc bộ
Shogo Nakatsuru đã từng chơi cho V-Varen Nagasaki và Fujieda MYFC.